# Charles Butler
Charles Butler (født 1560, død 1647), sommetider kaldet Faderen til engelsk biavl var en logiker, grammatiker, forfatter, præst og en indflydelsesrig biavler. Han observerede, at bier producerede voks i kroppen og var blandt de første til at observere, at droner er hanner, og dronningerne er hunner, selv om han mente, at arbejderbierne lagde æg.